# Дуб звичайний (Березники)
Дуб звича́йний — ботанічна пам'ятка природи місцевого значення в Україні. Об'єкт розташований на території Свалявського району Закарпатської області, в селі Березники, на території санаторія «Човен». 
Площа 0,01 га. Статус отриманий згідно з рішенням облвиконкому від 18.11.1969 року № 414, рішенням облвиконкому від 23.10.1984 року № 253. Перебуває у віданні санаторія «Човен». 
Статус даний для збереження одного екземпляра дуба звичайного, вік якого понад 600 років.